# 雅各布·皮茨
雅各布·里夫斯·皮茨（英語：Jacob Rives Pitts，1979年11月20日—）是一位美國電視、電影及舞臺男演員，其知名角色包括在2004年電影《歐洲派》中飾演用下半身思考的庫珀·哈里斯（Cooper Harris），在2010年HBO戰爭迷你劇《太平洋》中飾演海軍陸戰隊一等兵比爾·「胡熱佬」·史密斯（Bill "Hoosier" Smith），以及在2010年FX犯罪劇集《火線警探》中飾演聯邦法警蒂姆·加特森（Tim Gutterson）。